# Лальське міське поселення
Ла́льське міське поселення (рос. Лальское городское поселение) — адміністративна одиниця у складі Лузького району Кіровської області Росії. Адміністративний центр поселення — селище міського типу Лальськ.

## Історія
Станом на 1939 рік на території сучасного сільського поселення існували Лальска селищна рада, Аникінська сільська рада, Верхньо-Лальська сільська рада, Заліська сільська рада, Лальська сільська рада, Нижньо-Лальська сільська рада, Учецька сільська рада та Шилюгодська сільська рада. Станом на 1950 рік існували ті ж Аникінська (населення 1449 осіб), Верхньолальська (населення 1971 особа), Заліська (населення 817 осіб), Лальська (населення 1198 осіб), Нижньолальська (населення 1213 осіб), Учецька (населення 1514 осіб) та Шилюгодська сільські ради (населення 749 осіб). Станом на 1978 кількість рад була меншою — Лальська селищна (центр у смт Лальськ), Аникінська (центр у присілку Аксьоновська), Верхньолальська (центру у селі Верхньолальськ), Лальська (центр у смт Лальськ) та Учецька сільські ради (центр у селі Учка). Станом на 1998 рік на відміну від сільрад існували смт Лальськ, Аникінський сільський округ (центр у присілку Аксьоновська), Верхньолальський сільський округ (центр у селі Верхнє-Лальє), Лальський сільський округ (центр у селищі Сєверні Полянки) та Учецький сільський округ (центр у селі Учка).
Станом на 2002 рік на території сучасного поселення існували такі адміністративні одиниці:
- Аникінський сільський округ (присілки Аксьоновська, Кузьмінська, Медведевська, Пестово, Семеновська, Старчевська, Шуригіно Плесо)
- Верхньолальський сільський округ (село Верхнє-Лальє, присілки Ємельяніха, Княже, Мале Стройково, Пожаріще, Сіріно)
- Лальський сільський округ (присілки Александрово, Бурдуково, Вачелово, Єльцова Гора, Животово, Заболотьє, Зубарево, Істок, Ляпково, Нікуліно, Патракієво, Петровщина, Пантелеєво, Руччерп, Своробово, Сєверні Полянки, Скалепово, Ухтеніно, Перевалово, Ханюг, Целяково, Ярцево)
- смт Лальськ (смт Лальськ)
- Учецький сільський округ (село Учка, присілки Аленкіно, Бечковська, Боброво, Вахрушево, Васковська, Данилово, Козінська, Курлаковська, Міняєвська, Підушаково, Попово, П'ятінська, Улановська, Ушаково, Чураково)

Згідно із законом Кіровської області від 7 грудня 2004 року № 284-ЗО у рамках муніципальної реформи сільські округи були перетворені у сільські поселення. 2007 року до складу поселення була включена територія ліквідованого Аникінського сільського поселення, 2009 року — територія Верхньолальського сільського поселення, 2012 року — територія Учецького сільського поселення.

## Населення
Населення поселення становить 3853 особи (2017; 3959 у 2016, 4089 у 2015, 4269 у 2014, 4430 у 2013, 4463 у 2012, 4827 у 2010, 6222 у 2002).

## Склад
До складу поселення входять 52 населених пункти:
| Населений пункт               | Населення, осіб (2002) | Населення, осіб (2010) |
| ----------------------------- | ---------------------- | ---------------------- |
| Аксьоновська, присілок        | 74                     | 49                     |
| Александрово, присілок        | 5                      | 3                      |
| Аленкіно, присілок            | 5                      | 0                      |
| Бечковська, присілок          | 6                      | 5                      |
| Боброво, присілок             | 5                      | 0                      |
| Бурдуково, присілок           | 17                     | 13                     |
| Вахрушево, присілок           | 13                     | 7                      |
| Васковська, присілок          | 2                      | 0                      |
| Вачелово, присілок            | 0                      | 0                      |
| Верхнє-Лальє, село            | 284                    | 180                    |
| Данилово, присілок            | 4                      | 0                      |
| Єльцова Гора, присілок        | 27                     | 7                      |
| Ємельяніха, присілок          | 30                     | 16                     |
| Животово, присілок            | 210                    | 158                    |
| Заболотьє, присілок           | 2                      | 0                      |
| Зубарево, присілок            | 7                      | 5                      |
| Істок, присілок               | 42                     | 40                     |
| Княже, присілок               | 0                      | 0                      |
| Козинська, присілок           | 29                     | 17                     |
| Кузьминська, присілок         | 21                     | 12                     |
| Курлаковська, присілок        | 2                      | 0                      |
| Лальськ, селище міського типу | 4551                   | 3705                   |
| Ляпково, присілок             | 7                      | 9                      |
| Мале Стройково, присілок      | 2                      | 0                      |
| Медведевська, присілок        | 7                      | 7                      |
| Міняєвська, присілок          | 0                      | 0                      |
| Нікуліно, присілок            | 110                    | 80                     |
| Пантелеєво, присілок          | 69                     | 49                     |
| Патракієво, присілок          | 4                      | 0                      |
| Перевалово, присілок          | 3                      | 2                      |
| Пестово, присілок             | 35                     | 18                     |
| Петровщина, присілок          | 17                     | 3                      |
| Підушаково, присілок          | 3                      | 0                      |
| Пожарище, присілок            | 6                      | 2                      |
| Попово, присілок              | 13                     | 12                     |
| П'ятинська, присілок          | 20                     | 9                      |
| Руччерп, присілок             | 15                     | 7                      |
| Своробово, присілок           | 0                      | 0                      |
| Семеновська, присілок         | 6                      | 1                      |
| Сєверні Полянки, селище       | 214                    | 188                    |
| Сірино, присілок              | 43                     | 31                     |
| Скалепово, присілок           | 2                      | 0                      |
| Старчевська, присілок         | 31                     | 27                     |
| Улановська, присілок          | 1                      | 0                      |
| Ухтеніно, присілок            | 11                     | 0                      |
| Учка, село                    | 215                    | 135                    |
| Ушаково, присілок             | 1                      | 0                      |
| Ханюг, присілок               | 0                      | 0                      |
| Целяково, присілок            | 29                     | 16                     |
| Чураково, присілок            | 0                      | 0                      |
| Шуригіно Плесо, присілок      | 5                      | 2                      |
| Ярцево, присілок              | 17                     | 12                     |